# ClayFighter
ClayFighter és un videojoc de lluita comercialitzat per a Super NES en 1993, i portat posteriorment a Mega Drive/Genesis en 1994. També està programat que siga llançat en la Virtual Console de Nintendo juntament amb els dos jocs de Earthworm Jim i Boogerman, també publicats per Interplay. La majoria del joc passa en un circ, centrant-se més en l'humor que en la mecànica de joc. Ofereix gràfics d'alta qualitat d'estil claymation (plastilina) que van ser creats fotografiant i digitalitzant models reals d'argila. El joc va ser un dels dos jocs de la franquícia "clay" realitzats per Interplay Entertainment, el segon va ser un joc de plataformes titulat Claymates.

## Argument
Un meteorit fet enterament d'argila xoca sobre un humil circ nord-americà. L'objecte interestel·lar contamina tots els empleats del circ, transformant-los en caricatures estranyes, amb nous superpoders.

## Personatges
Aquest joc conté vuit personatges jugables i un cap final: 
- Bad Mr. Frosty: un ninot de neu
- Blob: una massa informe
- Blue Suede Goo: un fan d'Elvis Presley amb un llarg tupé que usa com a arma
- Bonker: un pallasso
- Helga: una dona vikinga
- Ickybod Clay: un fantasma de Halloween
- Taffy: una tira groga com de xiclet
- Tiny: un lluitador
- N. Boss: un cercle malèfic

## Seqüeles
El joc va ser seguit per una edició de torneig (tournament edition), i dues seqüeles, C2 Judgement Clay i ClayFighter 63 1/3 per a Nintendo 64, que al seu torn va ser seguit per una edició especial només per a llogar en les botigues de Blockbuster Video en Estats Units, la qual incloïa lluitadors addicionals esborrats del llançament original de 63 1/3, entre ells Lady Liberty, High Five, Lockjaw Pooch, i Zappa Yow Yow Boyz. Curiosament, molts atacs especials que els personatges usaven foren retirats, el sistema de combos també va ser alterat.
A pesar que el joc era exclusivament de lloguer no és rar que haja persones que tinguen el joc. Ja que molts Blockbusters van liquidar les seues existències d'exemplars de lloguer i les van vendre en les seues tendes com un joc usat.

### Clayfighter: Tournament Edition
Clayfighter: Tournament Edition va ser una modificació del joc original exclusiva per a Super Nintendo amb molts canvis com:
- La majoria dels escenaris del joc van ser modificats. Els escenaris de Bad Mr. Frosty i Blob no presenten canvis (així com l'escenari de N. Boss, ja que era només una recoloració de l'escenari de Blob), no obstant això els escenaris dels altres sis personatges van ser editats.
- Molts problemes de l'original van ser resolts. En particular, el problema per a jugar com N. Boss va ser eliminat.
- Molts nous mdoes van ser afegits, es van afegir més modes versus, ja que és una edició de 'torneig'.
- La introducció i la pantalla de títol van ser editades.